# You Know My Name
 Denne artikel omhandler James Bond-sangen. Opslagsordet har også en anden betydning, se You Know My Name (The Beatles).
"You Know My Name" er temaet til den 21. film i serien om James Bond, Casino Royale. Melodien er skrevet af britiske David Arnold, som også har skrevet teksten i samarbejde med den amerikanske sanger Chris Cornell, som fremfører sangen. Temaet blev ikke specielt populært i Danmark, men tog sin plads på hitlisterne i mange andre lande i Europa. Chris Cornell modtog en Satellite Award for sangen, og blev ydermere nomineret til en Academy Award for "bedste originale sang".
Teksten til sangen nævner utraditionelt ikke filmens titel, men refererer meget til kasinoer og gambling, som størstedelen af filmen omhandler. Eksempelvis kan nævnes verset "Try to hide your hand" (forsøg at skjule din hånd), med hvilket det menes, at man skal holde kortene tæt til kroppen. Ordet odds nævnes også adskillige gange.